# Leslie Jeffers
Leslie Herbert Arthur Jeffers (ur. 8 stycznia 1910 w Plaistow, zm. 4 maja 2000 w Middlesbrough) – brytyjski zapaśnik walczący w stylu wolnym. Olimpijczyk z Berlina 1936, gdzie odpadł w eliminacjach w kategorii 79 kg.
Brązowy medalista igrzysk Imperium Brytyjskiego w 1938, gdzie reprezentował Anglię.
Pięciokrotny mistrz kraju w: 1936, 1937, 1939 (85 kg), 1940, 1941 (90 kg).
- Turniej w Berlinie 1936

Pokonał Kanadyjczyka Terryego Evansa a przegrał z Czechosłowakiem Jaroslavem Syselem i Émilem Poilvém z Francji.